# Hell's Unleashed
Hell's Unleashed šesti je studijski album švedskog death metal-sastava Unleashed. Diskografska kuća Century Media Records objavila ga je 29. travnja 2002.

## Popis pjesama
| 1.    | »Don't Want to Be Born«                 | Johnny | Fredrik | 2:54 |
| 2.    | »Hell's Unleashed«                      | Johnny | Johnny  | 2:15 |
| 3.    | »Demoneater«                            | Anders | Fredrik | 3:54 |
| 4.    | »Fly Raven Fly«                         | Johnny | Fredrik | 4:15 |
| 5.    | »Mrs. Minister«                         | Johnny | Fredrik | 3:01 |
| 6.    | »Joy in the Sun«                        | Johnny | Johnny  | 3:05 |
| 7.    | »Demons Rejoice«                        | Johnny | Fredrik | 3:07 |
| 8.    | »We'll Come for You«                    | Johnny | Fredrik | 3:08 |
| 9.    | »Triggerman«                            | Johnny | Johnny  | 2:34 |
| 10.   | »Dissection Leftovers«                  | Johnny | Fredrik | 2:47 |
| 11.   | »Peace, Piece by Piece«                 | Tomas  | Fredrik | 1:58 |
| 12.   | »Burnt Alive«                           | Johnny | Fredrik | 4:01 |
| 13.   | »Your Head Is Mine«                     | Johnny | Johnny  | 3:32 |
| 14.   | »Made in Hell« (instrumentalna skladba) |        | Tomas   | 3:14 |
| 43:45 |                                         |        |         |      |

## Zasluge
Unleashed
- Johnny – bas-gitara, vokal
- Tomas – ritam-gitara
- Fredrik – solo-gitara, produkcija
- Anders – bubnjevi

Dodatni glazbenici
- Johan Ljuslin – glasovir (na pjesmi "Made in Hell")

Ostalo osoblje
- Andreas Andersson – inženjer zvuka
- Henrik Jonsson – mastering
- Ola Bergman – fotografije